# Смит, Рамсей
Уи́льям Рамсей Смит (англ. William Ramsay Smith, 27 ноября 1859, Кинг-Эдуард, Абердиншир, Шотландия, Британская империя — 28 сентября 1937, Белэр, Аделаида, Южная Австралия, Австралия) — шотландский врач, натуралист, антрополог религии и государственный служащий. Член эдинбургского королевского общества.
В возрасте 37 лет Рамсей прибыл на «Зелёный континент», где работал патологоанатомом в королевском госпитале в Аделаиде, после чего устроился городским коронером. На этой должности его обвиняли в неправомерном использовании человеческих останков. Но наибольшую известность он получил как автор исследований в области жизни австралийских аборигенов.

## Биография

### Ранняя жизнь и образование
Уильям Рамсей Смит родился 27 ноября 1859 года в поселении Кинг-Эдуард в шотландской области Абердиншир в семье Уильяма Смита, служащего, а позже станционного смотрителя и его жены Мэри, урождённой Макдональд, которая работала домашней прислугой. Он обучался по системе школы Мадрас в Кэрнбано, которую закончил в статусе обучающего ученика (англ. pupil-teacher). После этого, в 1877 году он поступил в Морэй-Хаус, колледж при Эдинбургском университете, попутно занимаясь изучением искусства в нём. В 1884 году Рамсей стал директором школы в Инвергордоне, при этом изучая медицину. Он преподавал и получал государственные стипендии в области естествознания и зоологии, в 1888 году получив степень бакалавра по естественным наукам. бакалавра медицины в 1892 году, и доктора наук в 1904 году, защитив диссертацию в университете Аделаиды, а в 1913 году получил степень доктора медицины, защитив диссертацию по судебной медицине.

### Научная деятельность
1 июня 1889 года Рамсей женился в городе Абердин на лингвистке Маргарет Маккензи. Тогда же он открыл частную клинику в приморском городе Рил в Уэльсе. В мае 1896 года, игнорируя предостережения британской медицинской ассоциации (БМА), принял приглашение и устроился патологоанатомом в королевский госпиталь Аделаиды, чей медицинский персонал ранее ушёл в отставку из-за спора с правительством колонии, которое возглавлял Чарльз Кингстон, — работники считали неправильным увольнение медсестры Маргарет Грэм. 16 июля австралийское отделение ассоциации постановило, что поведение докторов Напьера и Смита было «в высшей степени бесчестным и непрофессиональным». В следующим году обоих исключили из ассоциации и так более никогда не приняли.
Через шесть недель после постановления БМА четыре оставшихся после увольнения коллег врача обвинили Напьера и Смита в некомпетентности. Однако затем было проведено расследование правления больницы и комитетом законодательного совета Колонии, по результатам которого один из заявителей был уволен, а остальные два ушли в отставку «по собственному желанию», а Напьер и Смит были реабилитированы и сохранили свои должности. В том же году Рамсей был назначен врачом отделения инфекционных заболеваний. На этой должности в 1900 году он обнаружил в Аделаиде признаки распространения бубонной чумы, что усилило антипатию БМА. Помимо этого, Смит работал городским коронером, инспектором анатомии (специальная должность, появившаяся в Британской империи после принятия акта 1832 года, который разрешил вскрытие и исследовании человеческих тел) и председателем центрального совета здравоохранения. В 1901 году он служил в Южной Африке в качестве капитана-хирурга имперского корпуса бушменов, отвечая за борьбу с чумой в Кейптауне.

### Смерть
Рамсей Смит умер в своём доме 28 сентября 1937 года и был кремирован.

### Комментарии
1. ↑  Согласно правилам транскрипции — Рамси[2]